# Benjamin Kowalewicz
Benjamin Kowalewicz est un chanteur de rock canadien né le 16 décembre 1975 à Montréal. Il chante dans le groupe Billy Talent.

## Biographie
Benjamin Kowalewicz est d'ascendance polonaise. Il est né à Montréal et a d'abord grandi à Pierrefonds, QC. Son père travaillant pour une compagnie aérienne, la famille a déménagé à Milton, ON lorsqu'il était âgé d'environ 12 ans. Après y avoir vécu 5 ans, il déménage encore, en direction de la grande ville située à proximité du nom de Mississauga. Il y habite le quartier de Meadowvale, Ontario (en) dans le quartier indépendant de Streetsville, Ontario (en). Il est allé à l'école catholique "Our Lady of Mount Carmel Secondary School", alors qu'il ne l'est pas, car son meilleur et seul ami y est allé. C'est ici qu'il a rencontré Aaron Solowoniuk, Ian D'Sa et Jonathan Gallant, futurs membres de Billy Talent. Il forme le groupe To Each His Own en tant que batteur avec des amis, dont le bassiste Jon Gallant. Après l'arrivée d'Aaron Solowoniuk en tant que batteur, Ben prit le rôle de chanteur et guitariste rythmique. Ils rencontrent ensuite Ian D'Sa, membre du groupe Dragon Flower, et tous quittent leur groupe respectifs pour former Pezz, maintenant appelé Billy Talent.
Lui et Ian D'Sa ont écrit la chanson Nothing to Lose après que Kowalewicz ait lu dans un journal qu'un élève s'était suicidé après avoir été victime d'intimidation et de harcèlement psychologique. La chanson a rencontré un succès énorme au Canada et en Europe.

## Discographie
Albums
- Pezz - Watoosh! (1998)
- Billy Talent - Billy Talent (2003)
- Billy Talent - Billy Talent II (2006)
- Billy Talent - Billy Talent III (2009)
- Billy Talent - Dead Silence (2012)
- Billy Talent - Afraid of Heights (2016)
- Billy Talent - Crisis of Faith (2022)